# بريندا مارشال
بريندا مارشال (بالإنجليزية: Brenda Marshall)‏ هي ممثلة أمريكية، ولدت في 29 سبتمبر 1915 في الفلبين، وتوفيت في 30 يوليو 1992 في الولايات المتحدة بسبب سرطان المريء.

## وصلات خارجية
- بريندا مارشال على موقع IMDb (الإنجليزية)
- بريندا مارشال على موقع ألو سيني (الفرنسية)
- بريندا مارشال على موقع تيرنر كلاسيك موفيز (الإنجليزية)
- بريندا مارشال على موقع أول موفي (الإنجليزية)
- بريندا مارشال على موقع قاعدة بيانات الأفلام السويدية (السويدية)
- بريندا مارشال على موقع إن إن دي بي (الإنجليزية)
- بريندا مارشال على موقع قاعدة بيانات الفيلم (الإنجليزية)
- بريندا مارشال على موقع كينوبويسك (الروسية)